# Sandra Pierrette Kanzie
Sandra Pierrette Kanzié (née le 14 avril 1966 à Abidjan, en Côte d'Ivoire) est une poétesse burkinabé, première femme publiée de son pays. 

## Biographie
Sandra Pierrette Kanzié naît à Abidjan le 14 avril 1966. Sa famille déménage au Burkina Faso où elle fréquente l'école primaire à Bobo-Dioulasso et Bo. Sandra Pierrette Kanzié aime écrire dès l'enfance . Elle est diplômée de ses études secondaires au Lycée Mixte Montaigne à Ouagadougou en 1988. Elle étudie en première année de Licence à l'Université de Ouagadougou, puis s'installe à Dakar pour étudier la philosophie. Elle est mère de trois enfants.

## Carrière littéraire
Sandra Pierrette Kanzié écrit ses poèmes en français. De plus en plus de femmes burkinabé y sont publiées depuis les années 1980, dont Kanzié, Bernadette Dao et Angèle Bassole-Ouedraogo. Son œuvre est publié dans Women's Studies Quarterly afin d'exposer l'écriture des femmes burkinabés.
Kanzié est la première femme du Burkina Faso à être publiée. Son premier livre Les tombes qui pleurent est publié en 1987, avant des écrivains comme Bernadette Dao et Rosalie Tall, bien que ces dernières aient écrit avant elle. Ces poèmes, pathétiques, sont écrits après la noyade de son frère. Cette œuvre se présente comme de tristes dialogues entre une mère et son fils.

## Ouvrages
- Les Tombes qui pleurent (Impr. nouvelle du Centre, 1987[7])